# Cholargos
Cholargos (gr. Χολαργός) – miasto w Grecji, w administracji zdecentralizowanej Attyka, w regionie Attyka, w jednostce regionalnej Ateny-Sektor Północny. Siedziba gminy Papagos-Cholargos. W 2011 roku liczyło 30 840 mieszkańców. Położone w granicach Wielkich Aten.